# Девід Бергер
Девід Гілберрі Бергер (англ. David Hilberry Berger; нар. 21 грудня 1959, Довер, Делавер) — американський воєначальник, генерал морської піхоти США (2019), 38-й Комендант Корпусу морської піхоти США (з 11 липня 2019). Учасник війн у Перській затоці, в Афганістані та Іраку.

## Біографія
Девід Гілберрі Бергер виховувався у Вудбайні, штат Меріленд. У 1977 році він закінчив середню школу Гленелга. У 1981 році розпочав військову службу після завершення Курсів підготовки офіцерів резерву флоту (англ. Naval Reserve Officers Training Corps, NROTC) після закінчення університету Тулейна за фахом інженера. Він служив командиром взводу морської піхоти 3-го батальйону, 7-го полку морської піхоти 1-ї дивізії морської піхоти, а пізніше — командиром роти та оперативним офіцером 2-го розвідувального батальйону під час операції «Буря в пустелі». Він також служив офіцером з відбору офіцерів у Роеноку, штат Вірджинія.
Пізніше Бергер був інструктором зброї та тактики (MAWTS-1) 1-ї ескадрильї морської авіації в Юмі, штат Аризона; інструктор III групи підготовки спеціальних операцій, і проходив службу в Об'єднаному штабі у підрозділі політичного планування в Управлінні стратегічних планів і політики, J-5.
З 2002 по 2004 рік Бергер командував 3-м батальйоном 8-го полку морської піхоти, спочатку на Окінаві, а потім на Гаїті для підтримки операції «Безпечне завтра». Полковником Бергер командував 8-ю полковою бойовою групою у Фаллуджі, Ірак, під час операції «Свобода Іраку».
На посаді заступника командира 2-ї дивізії морської піхоти, Бергеру присвоєне звання бригадного генерала. Потім перебував у складі союзних військ у Косово, де протягом року був начальником штабу КФОР у Приштині. З 2009 по 2011 рік він служив у штабі морської піхоти на посаді директора з операцій з планів, політики та операцій. У 2012 році в Афганістані командир 1-ї дивізії морської піхоти (передовий компонент) на підтримку операції «Нескорена свобода».
З 2013 по 2014 рік Бергер керівник Командування оперативної підготовки повітряно-наземного угруповання морської піхоти та Бойового центру наземної підготовки морської піхоти. У липні 2014 року Бергер отримав звання генерал-лейтенанта і очолив I експедиційний корпус морської піхоти. Згодом він став командувачем Тихоокеанського командування морської піхоти США.
З 28 серпня 2018 року Бергер обійняв посаду командувача Командування бойового розвитку Корпусу морської піхоти США та заступника Коменданта з бойового розвитку та інтеграції корпусу.
З 11 липня 2019 року генерал Девід Бергер 38-й Комендант Корпусу морської піхоти США.